# Акке, Юхан
Юхан Аксель Густав Акке, также известный как J.A.G. Acke (швед. Johan Axel Gustaf Acke, 7 апреля 1859, Стокгольм, Швеция — 5 сентября 1924, Ваксхольм, Стокгольм, Швеция) — шведский художник и скульптор. В зимней резиденции Аклея и в летней вилле Торсви он также реализовал себя как архитектор.

## Биография

### Ранние годы
Юхан Акке был сыном ботаника и профессора Нильса Юхана Андерссона и художницы Анны Тигеръельм, а также братом капитана и художника Элиаса Анкерса. Его сёстры также были вовлечены в творческую среду. Он вырос в Бергилунде, предшественнике Бергианского сада. Отец, который был куратором Шведского музея естественной истории, имел там свою служебную резиденцию. Будучи ребёнком, Юхан сопровождал отца в исследовательских поездках в Лапландию и Готланд и иллюстрировал работы своего отца цветочными рисунками.
Акке стал студентом подготовительной школы Королевской академии свободных искусств в возрасте 14 лет. Он продолжал своё обучение в академии до 1882 года, а затем учился в свободной школе живописи Эдварда Персея. Юхан совершил учебные поездки в Нидерланды и Бельгию, а также во Францию, где изучал офорт. Акке не любил академические занятия и примкнул к мятежным молодым художникам из Konstnärsförbundet (Ассоциация художников), но тем не менее закончил учёбу в академии.

### Художественная колония Эннингебю
Юхан Акке приехал на Аландские острова в 1886 году и стал членом шведско-финской художественной колонии Эннингебю, которая действовала примерно между 1886 и 1914 годами. Основателем колонии был финский художник Виктор Вестерхольм. Акке много рисовал на Аландских островах и получал удовольствие от общения с другими художниками, которые воспринимали его как немного странного, энергичного и весёлого человека. Среди художников царило бунтарское настроение по отношению к академической живописи и Дюссельдорфской школе.
В это время Юхан был под сильным впечатлением от натурализма и позднего импрессионизма. В 1887 году Акке познакомился со своей будущей женой Евой Марией Топелиус в Эннингебю, но поначалу их отношения были только дружескими. Когда чувства начали проявляться, Юхан разрывался между Евой Топелиус и Анной Венгберг, шведской художницей, которая также писала в Эннингебю, но именно на Еве Топелиус он женился в 1891 году.

### Карьера в Швеции и Финляндии
В 1890-х годах Акке участвовал в реставрации средневековых известняковых росписей в Кафедральном соборе Уппсалы. Он несколько лет работал над большой картиной Snöljus (Снежный свет), которая изображала зимнюю рыбалку на Аландских островах, и возлагал большие надежды на картину, которая была отправлена на Парижский салон, но была отклонена. После этого супруги Акке некоторое время прибывали на Аландских островах.
Семья Акке в первые годы своего брака чередовала жизнь в Финляндии и Швеции и участвовала в финской художественной жизни. Они часто гостили у тестя, отчасти по экономическим причинам. Однако после смерти Захариаса Топелиуса в 1898 году они всё больше нацеливались на Швецию и шведскую художественную жизнь.

### Ваксхольм
В 1901 году Юхан Акке переехал на виллу Аклея в Ваксхольме. Виллу с 1870-х годов Юхан восстанавливал и расширял в сотрудничестве со своим другом архитектором Эрнстом Стенхаммаром. В доме есть один из самых ранних примеров в Швеции (возможно, самый первый) с полностью открытым пространственным контекстом. Вилла долгое время служила местом встречи известных культурных деятелей того времени. Этот дом также являлся студией Акке и зимней резиденции до 1924 года, а с 1981 года признан памятником архитектуры.
Брак остался бездетным, но во время поездки в Италию в 1900—1901 годах Юхан познакомился с итальянской семьёй, чьего трёхлетнего сына Фаусто они усыновили в 1903 году. В Швеции пара проводила время с одними из самых известных шведских художников того времени, таких как Рикард Линдстрём, Карл и Карин Ларссон. Ещё одним знакомым был Вернер фон Хейденстам, портрет которого написал Акке. В 1902 году он вместе с некоторыми финскими художниками иллюстрировал серию книг рассказов своего тестя Захариаса Топелиуса Läsning för barn (Чтение для детей). Юхан взял себе фамилию Акке в 1904 году, он также работал под псевдонимом J.A.G. Acke.

### Вилла Торсви

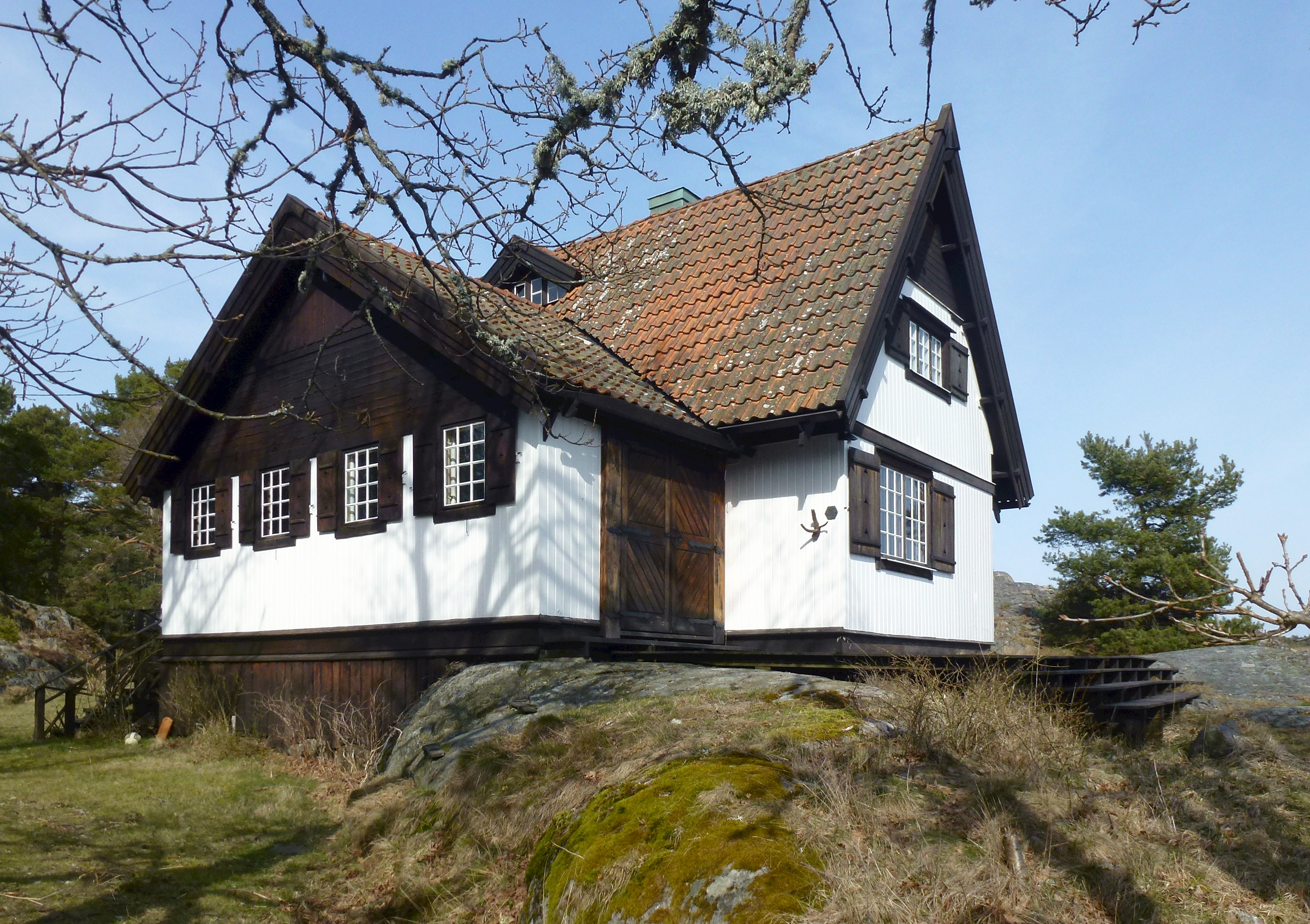
Вилла Торсви в 2015 году

В 1913 году семья Акке приобрела большой пляжный участок на острове Торё. Летняя вилла Торсви была построена между 1914 и 1916 годами. Акке являлся одновременно и архитектором, и строителем. Он спроектировал дом в упрощённом романтическом национализме, а вдохновение черпал из дома Захариаса Топелиуса на Аландских островах. Летняя резиденция Акке на Торё стала уменьшенной копией. Дом был предварительно изготовлен в Ваксхольме и доставлен двумя мужчинами на барже. Внутренние и наружные покрасочные работы были выполнены самим художником; это заняло несколько лет и было завершено только в 1920 году, в том же году, когда летний домик был продан. В основном сохранившемся доме замечен ряд работ Юхан Акке, например, настенные украшения и гипсовые рельефы. В 1975 году вилла Торсви была признана памятником архитектуры.

## Работы и стиль

Автопортрет 1918 года

Во время своего пребывания в Эннингебю Юхан Акке разработал собственный импрессионистский стиль, но позже его работы стали содержать элементы экспрессионизма, символизма и модерна в таких картинах, как Nattdagg och solstrålar (Ночная роса и солнечные лучи) 1895 года и Skogstemplet (Лесной храм) 1900 года. После 1904 года его работы часто были связаны с наружным витализмом и изображениями обнажённого человеческого тела, моря и солнечного света, как в Morgonluft (Утренний воздух) 1911 года. После поездки в Бразилию его живопись стала более импрессионистичной и схематичной в управлении цветом и светом, как в Avenidan i Rio de Janeiro (Проспект в Рио-де-Жанейро) 1912 года.
Акке писал портреты семьи Бонниер, а также проектировал мебель в стиле модерн для семейной виллы Бонниер. Юхан был также активен как скульптор. В своей книге Osannolika historier (Невероятные истории) 1919 года он с юмором рассказывает о своих мыслях и шалостях.
В 1912 году Акке совершил более длительную поездку в Рио-де-Жанейро, что повлияло на его живопись, особенно на его способ изображения света. Тем не менее, поездка нанесла экономический ущерб Юхану. Последней его крупной работой были фрески в галерее принца в Стокгольмской ратуше. Во время своей работы над Swedenborgs vision (Видении Сведенборга) для Национального музея Швеции он скоропостижно скончался 5 сентября 1924 года на вилле Аклея из-за порока сердца. Юхан Акке похоронен в фамильном склепе на Северном кладбище, где также находится его жена Ева, умершая через пять лет после него.
Картины Акке представлены в Национальном музее Швеции, Галереи Тиля, Гётеборгском художественном музее, Вальдемарсудде, и музее Орсе.

## Галерея

Густав Васа перед королём Хансом (1881)
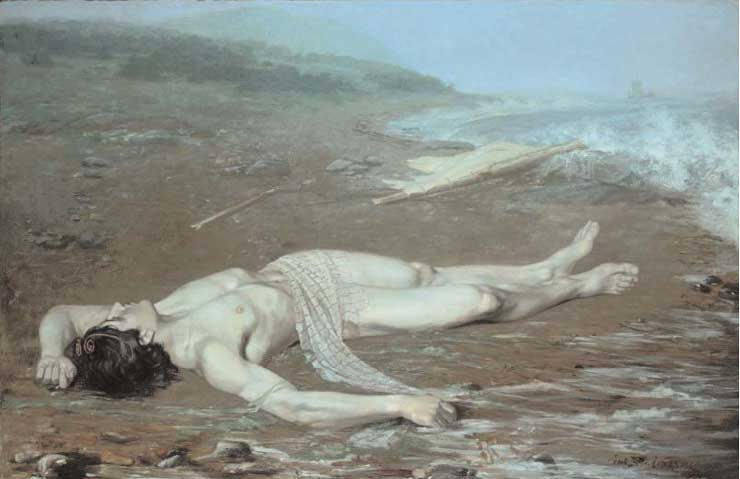
Выброшенное на берег тело Леандра (1884)
Праздник середины лета в металлическом городе (1898)
Лесной храм (1900)
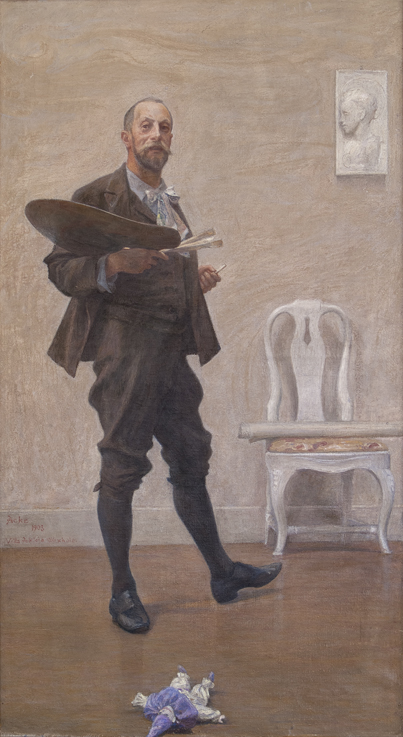
Автопортрет (1903)
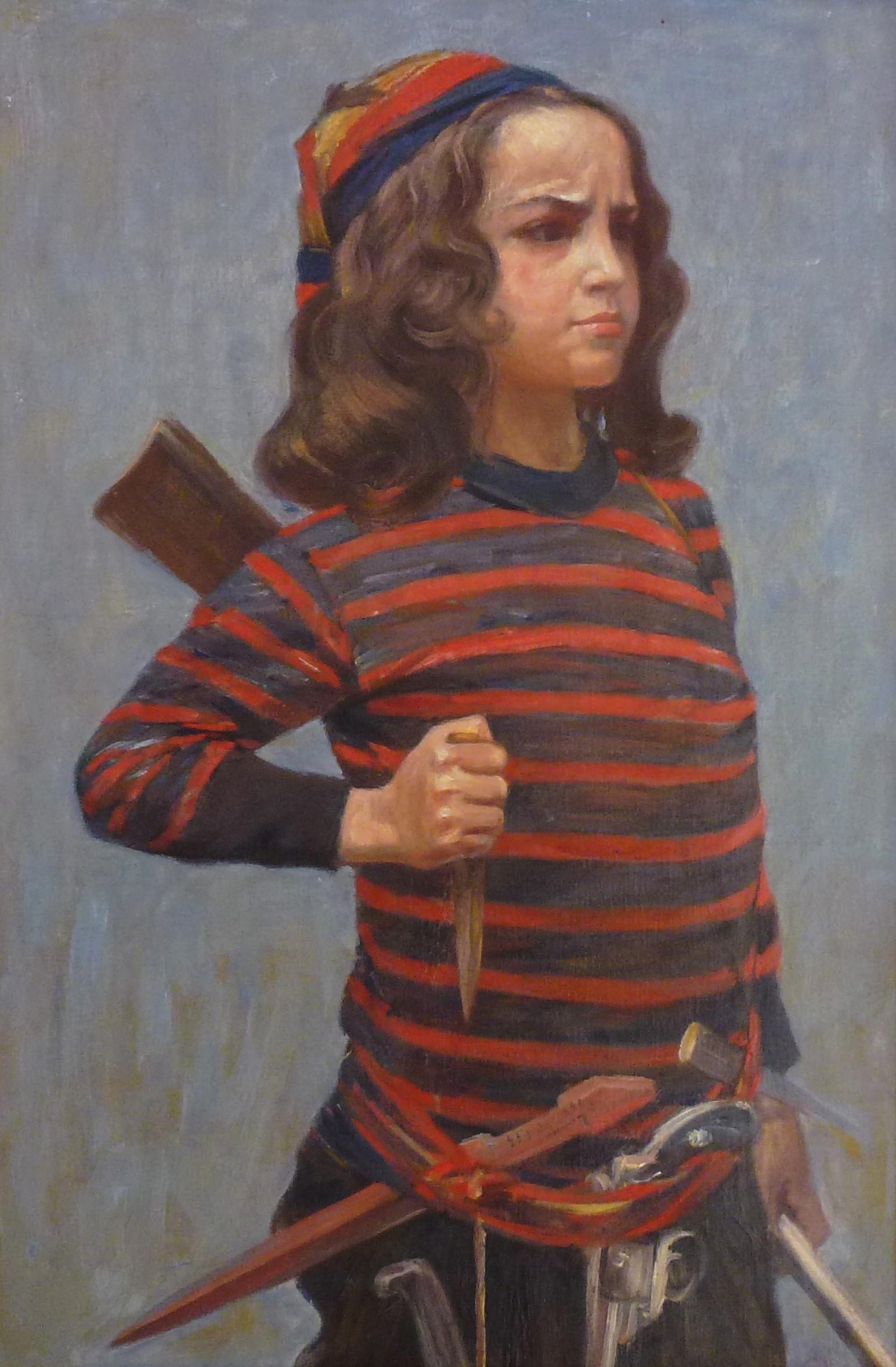
Фаусто Акке в роли пирата (1904)
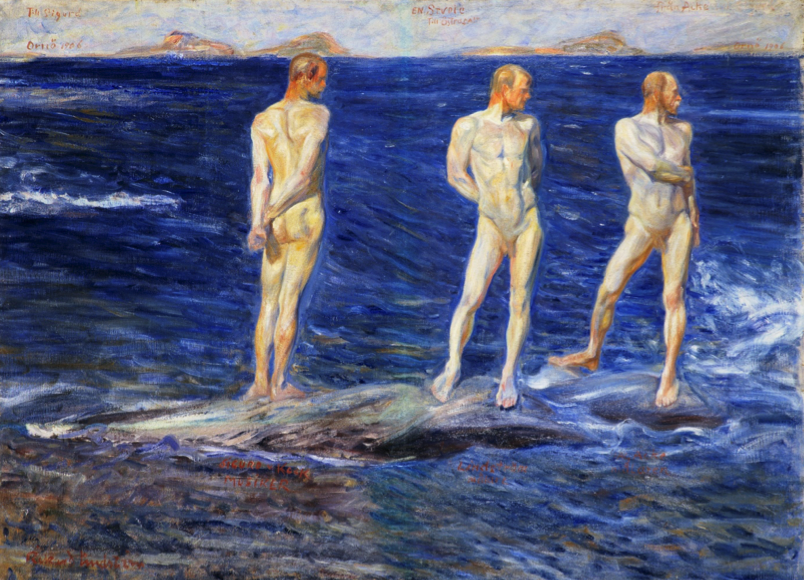
Солёный ветер с востока (1906)
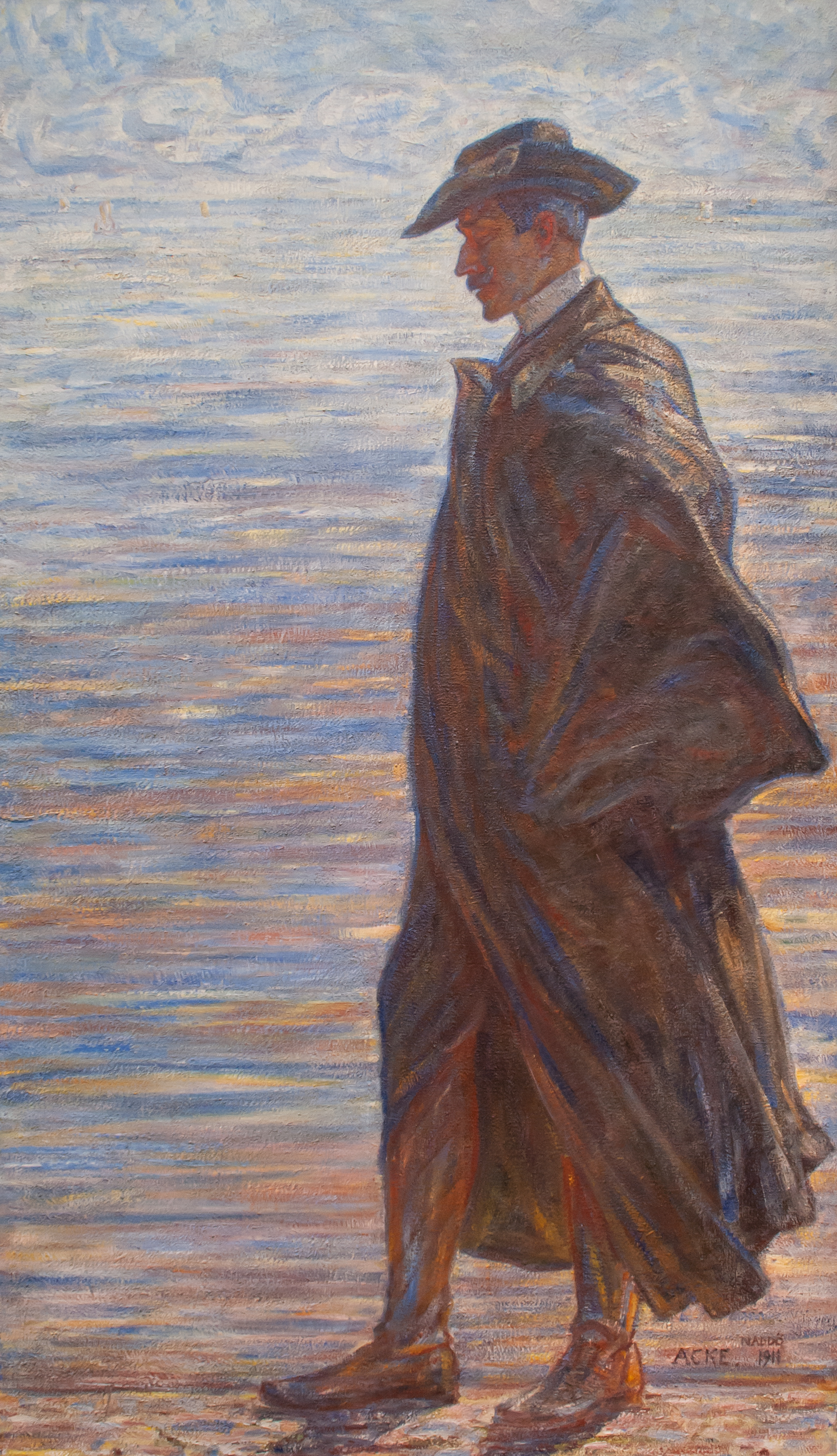
Вернер фон Хейденстам (1911)
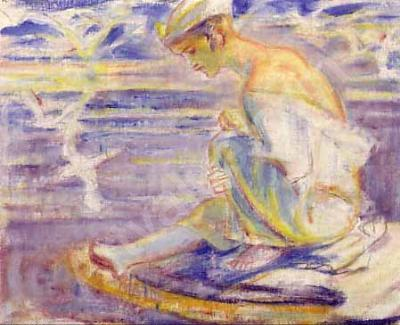
Девушка-чайка
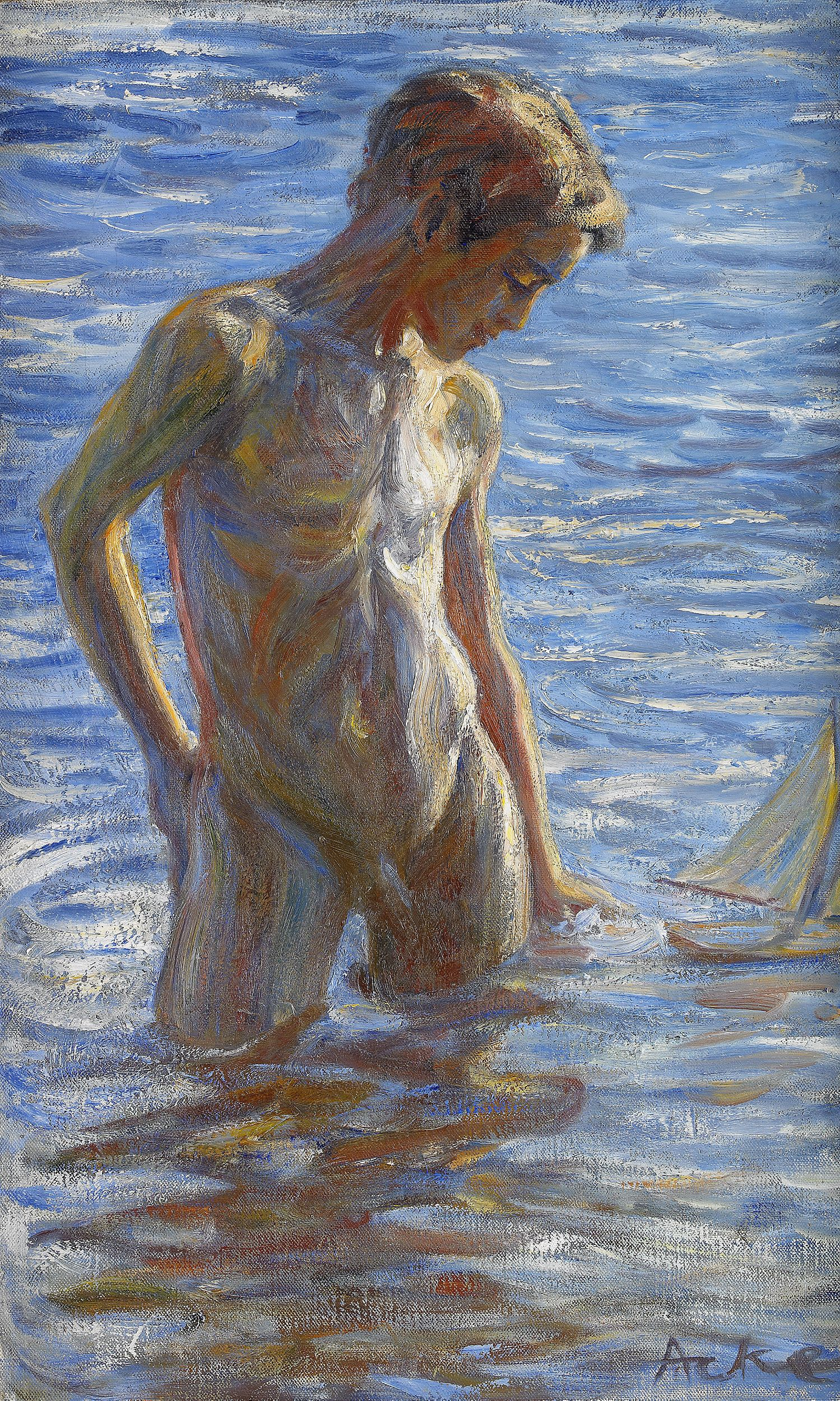
Купающийся мальчик
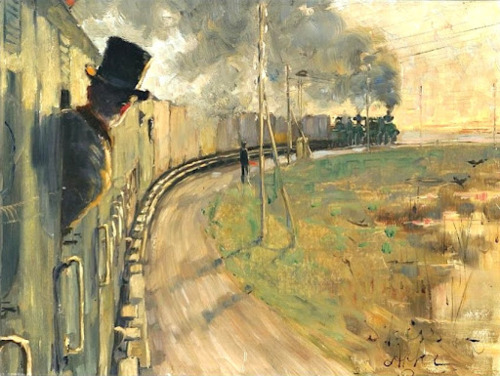
В поезде
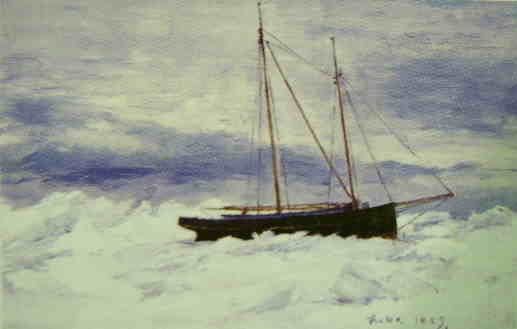
Почтовая лодка в паковом льду
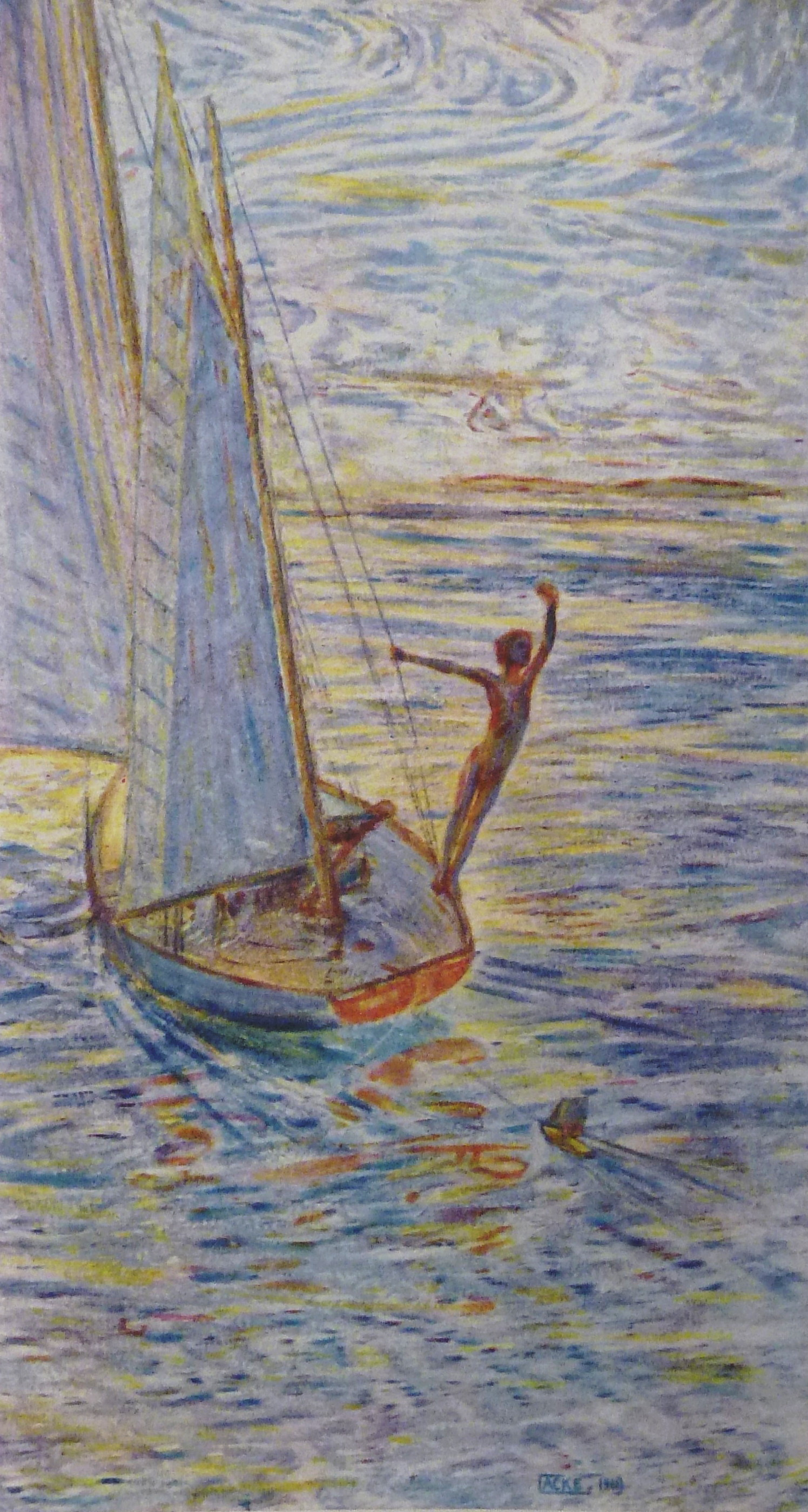
Утренний воздух
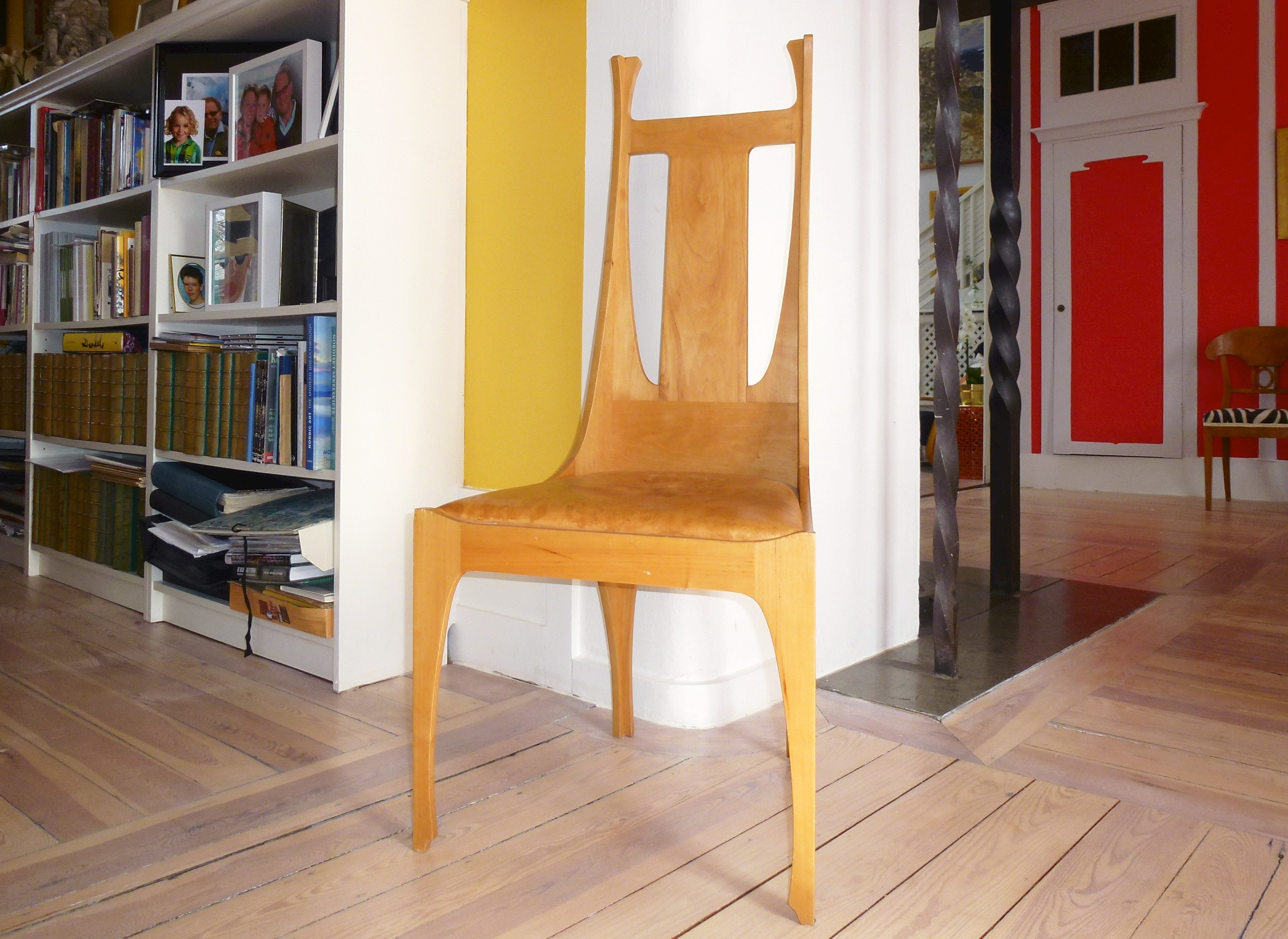
Стул в стиле модерна
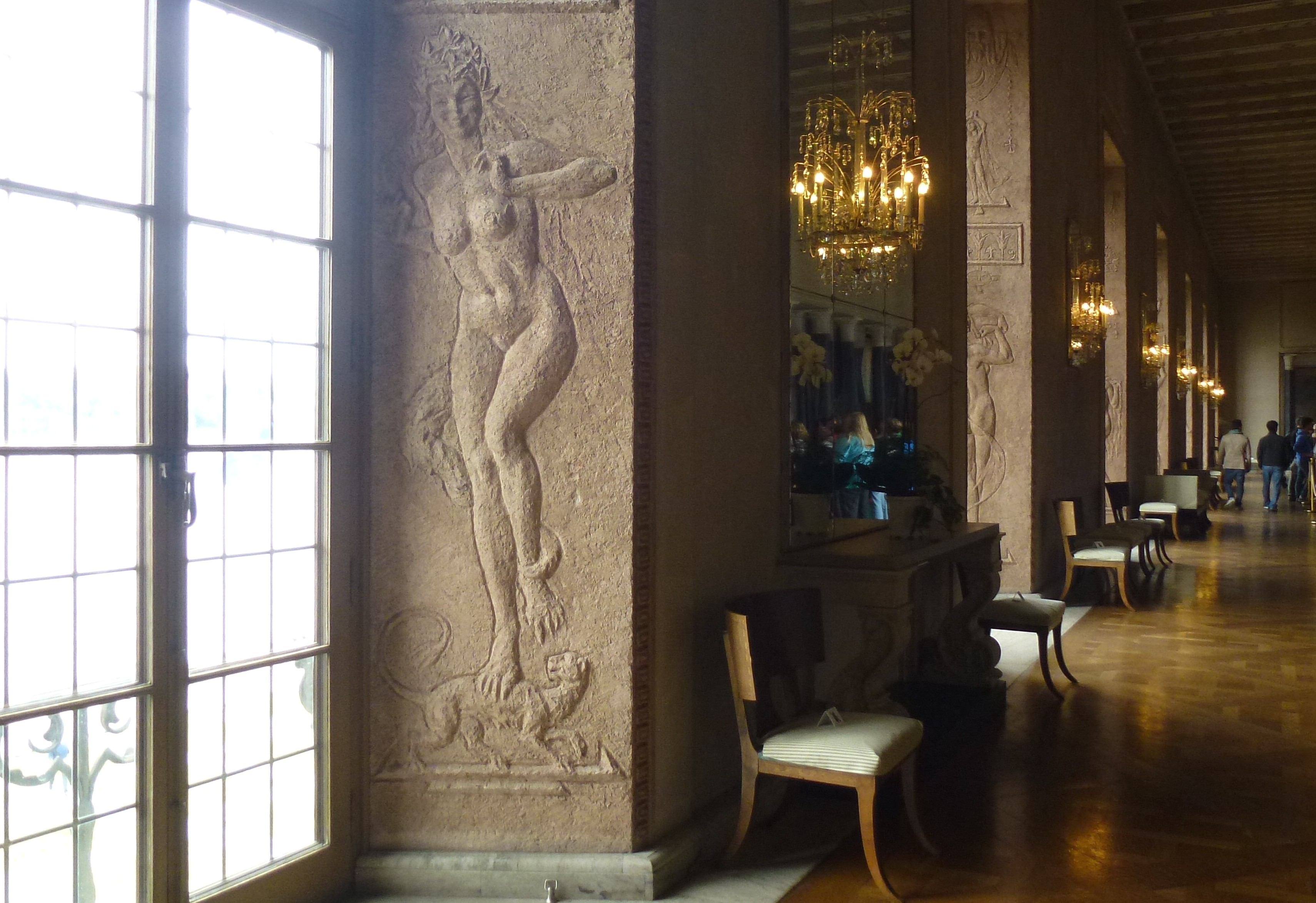
Отделка в Стокгольмской ратуше